# Nasser Mohammadkhani
Nasser Mohammadkhani (persan : ناصر محمدخانی) (né le 7 septembre 1957 en Iran) est un joueur de football iranien, qui jouait en tant qu'attaquant.

## Palmarès

### Pays
- Meilleur buteur de la Coupe d'Asie des nations 1984
- Quatrième place de la Coupe d'Asie des nations 1984 avec l'équipe d'Iran
- Médaille d'or aux Jeux asiatiques de 1990 avec l'équipe d'Iran

### Club
- Vainqueur du championnat de Téhéran avec le Persepolis FC
- Vainqueur de la Coupe d'Asie des vainqueurs de coupes 1990 avec le Persepolis FC